# Avant le déluge (film, 1954)
Pour les articles homonymes, voir Avant le déluge.
Pour plus de détails, voir Fiche technique et Distribution.
Avant le déluge est un film franco-italien réalisé par André Cayatte et sorti en 1954.

## Synopsis
Au début des années 1950, la guerre de Corée implique la France en tant qu'adhérente à l'ONU. Cinq jeunes gens suivent le mouvement de panique générale, dû au risque de guerre nucléaire (thème inspirant le titre du film), et projettent d'aller se réfugier sur une île perdue de l'océan Pacifique. Pour se procurer l'argent nécessaire à leur voyage, à l'insu de leurs parents, Daniel Epstein, Jean Arnaud, Philippe Boussard, Richard Dutoit et Liliane Noblet commettent un cambriolage qui tourne mal : Jean tue accidentellement le veilleur de nuit.

## Fiche technique
- Titre original : Avant le déluge
- Titre italien : Prima del diluvio
- Réalisation : André Cayatte
- Scénario : André Cayatte et Charles Spaak
  - Dialogues : Charles Spaak
- Musique : Georges Van Parys
- Assistants réalisation : Tony Aboyantz, Jean Valère
- Décors : Jacques Colombier, Robert Guisgand
- Photographie : Jean Bourgoin
- Son : Jacques Lebreton, Jacques Carrère
- Montage : Paul Cayatte
- Sociétés de production[1],[2] : UGC (France), Documento Film (Italie)
- Sociétés de distribution[1],[2] : AGDC (Alliance générale de distribution cinématographique, France), Les Acacias (France), Tamasa Distribution (France), StudioCanal Films Limited (vente à l'étranger)
- Pays d'origine :  France |  Italie
- Langue originale : français
- Format : noir et blanc — 35 mm — 1,37:1 — son monophonique (Western Electric Sound System)
- Genre : drame
- Durée : 138 minutes
- Dates de sortie :
  - France : 26 février 1954
  - Italie : 29 avril 1954
- Classification CNC : initialement « film interdit aux -16 ans » puis mention « tous publics »[Note 1]

## Distribution
- Antoine Balpêtré : Albert Dutoit

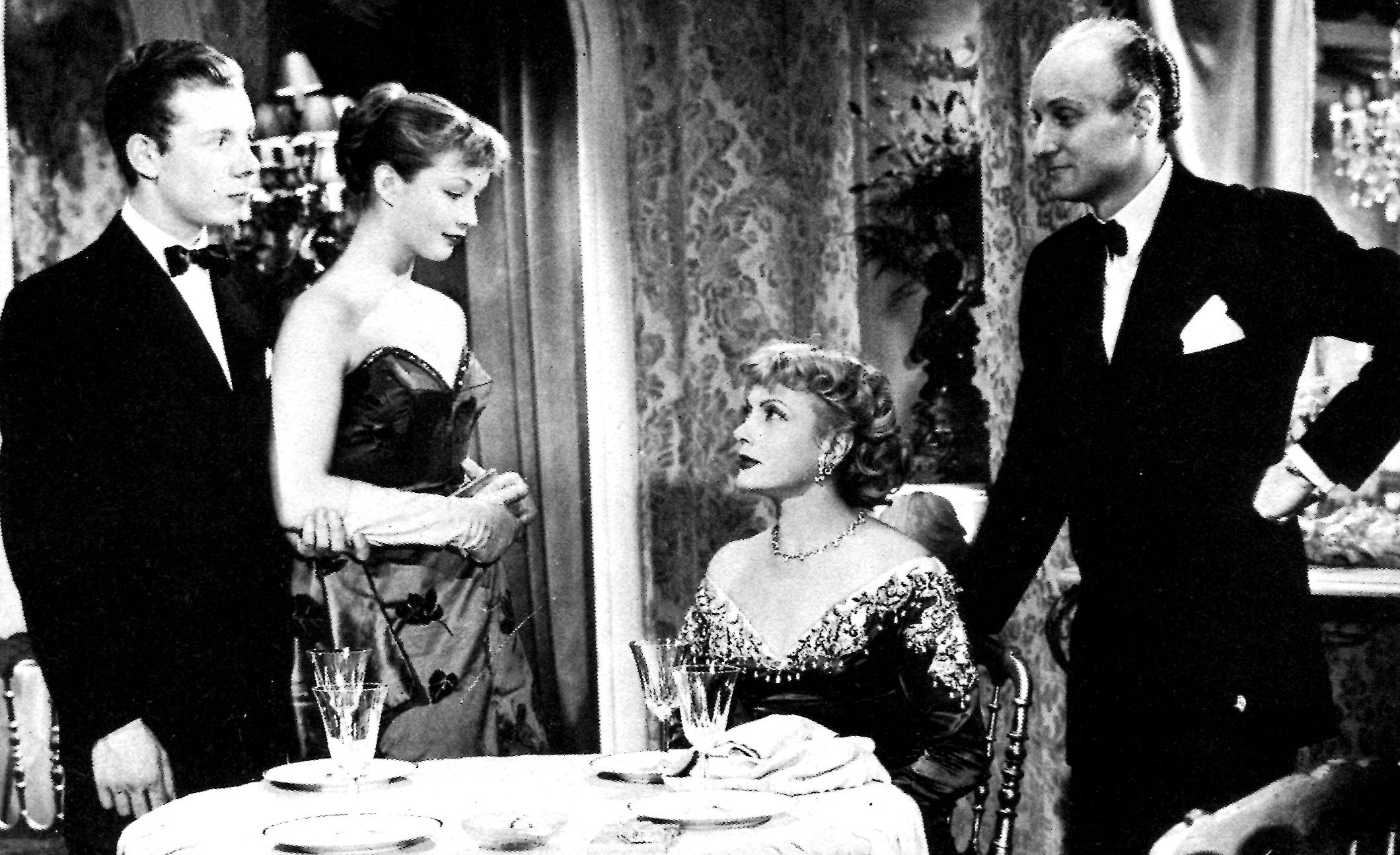
Une scène du film avec, de gauche à droite : Clément Thierry, Marina Vlady, Isa Miranda, Jacques Castelot.

- Paul Bisciglia : Jean-Jacques Noblet
- Bernard Blier : Marcel Noblet
- Marina Vlady : Liliane Noblet
- Jacques Chabassol : Jean Arnaud
- Clément Thierry : Philippe Boussard
- Jacques Fayet : Richard Dutoit
- Roger Coggio : Daniel Epstein
- Jacques Castelot : Serge de Montessan
- Léonce Corne : le commissaire Auvain
- Paul Frankeur : Boussard
- Isa Miranda : Françoise Boussard
- Carlo Ninchi : le président du tribunal
- Line Noro[Note 2] : Madame Arnaud
- Marcel Pérès : l'inspecteur Mallingré
- Albert Rémy : le garçon de café
- Delia Scala : Josette
- André Valmy : l'autre inspecteur de police
- Julien Verdier : le veilleur de nuit
- Maria Zanoli : Madame Dutoit
- Gérard Blain (non crédité) : le lycéen bagarreur[1]
- Jean Yanne (non crédité) : un lycéen[1]
- Charles Bouillaud (non crédité) : un agent aux assises
- Christian Brocard (non crédité)
- Philippe Chauveau (non crédité)
- Jacques Duby (non crédité) : un manifestant
- Roger Dumas (non crédité) : un élève
- Paul Faivre (non crédité) : Eugène
- Jérôme Goulven (non crédité) : le commissaire Marcelin
- Marcel Josz (non crédité) : le téléphoniste
- François Joux (non crédité) : le docteur
- Christian Lude (non crédité) : un voisin
- Jacques Marin (non crédité) : l'ouvrier à bicyclette
- Jacques Pierre (non crédité) : Patrick
- Lucien Raimbourg : un paysan
- Marcel Rouzé (non crédité)
- Maurice Sarfati (non crédité) : un lycéen
- Jean Toulout (non crédité) : le chef d'orchestre

## Tournage
- Période de prises de vue : 26 juin au 2 octobre 1953[1],[3].
- Intérieurs : studios de Billancourt[1],[3] (Hauts-de-Seine).
- Extérieurs : Paris et région parisienne[1].
- Marina Vlady[3] : « André Cayatte m'avait fait parvenir le scénario d’Avant le déluge, drame traitant de la peur de la guerre nucléaire. […] Je ne mis pas longtemps à me décider. […] L'immense succès d’Avant le déluge allait me donner raison. […] C'est la première fois que j'assume la responsabilité d'un grand rôle en français[Note 3]. Une fois sur le plateau et forte de mon expérience, j'estime que la liberté acquise devant la caméra en Italie va de soi et que le réalisateur, un monsieur à tête d'aigle et à la voix rocailleuse, va succomber d'emblée au charme de la star que je me sens devenue… Dès les premières heures de travail, je me retrouve débutante, balbutiante, tremblante et transpirante, engueulée vertement par l'ingénieur du son qui fabrique dare-dare une badine pour me frapper dessus, car il ne m'entend pas ! Écrasée par les regards furibards d'un Cayatte qui s'arrache les cheveux de m'avoir engagée, entourée de jeunes acteurs, tous débutants, aussi pétrifiés que moi, incapables de se reprendre, nous ressemblons à une bande de moineaux terrifiés et pantelants. […] Le calvaire dure toute une semaine, le temps de filmer toute la séquence du procès auquel assistent séparément, de part et d'autre du tribunal, les jeunes et leurs parents. […] Nous endurons notre épreuve devant la crème des acteurs français assis, en face de nous, tout au long de ces terribles journées. […] Je crois que Cayatte avait manigancé ce plan de travail pour obtenir le maximum de tension chez ses jeunes interprètes. Il y avait réussi et même bien au-delà. […] Quelques mois plus tard, je gravis pour la première fois les marches du palais des Festivals, à Cannes. Nous y reçûmes le prix de la critique. Mais je ne fus pas autorisée à assister à la projection : le film, jugé trop noir, était interdit… aux moins de 16 ans ! […] Mes débuts français étaient d'autant plus réussis que le film lui-même reçut un accueil public enthousiaste. […] Je fus consacrée « meilleure jeune actrice » de l'année. […] Je reçus le prix Suzanne-Bianchetti. »
- La voix de l'acteur Lucien Raimbourg a été doublée[réf. souhaitée].

## Problèmes avec la censure
À sa sortie, le film rencontre des problèmes avec la censure qui lui reproche de mettre en scène des adolescents criminels et de montrer un antisémitisme caricatural dans la société française qui donnerait une mauvaise image de la France à l'étranger. C'est pour ces raisons qu'une interdiction initiale aux moins de 16 ans lui est attribuée. Pour atténuer ces griefs, le carton explicatif suivant est ajouté au début du film : 

« Tous les personnages mêlés à l'histoire qui va vous être racontée sont imaginaires. À travers une intrigue aussi exceptionnelle, les auteurs n'ont voulu, ni tracer un portrait de la jeunesse française, ni montrer que les préjugés raciaux sont répandus en France. Heureusement, un tel drame ne s'est jamais déroulé mais, dans les circonstances évoquées par le film, il aurait pu se produire... et c'est dans cette mesure qu'il est soumis à votre réflexion. »

Un autre élément a pu jouer dans l'attitude des pouvoirs publics: Le film d'André Cayatte  présente des similitudes avec une très réelle affaire d'adolescents criminels , l'assassinat en 1948 du Jeune Alain Guyader par son camarade Claude Panconi que la presse baptisera l'Affaire des J3 de Meaux. 
(Les J-3 étaient une désignation courante à l'époque  pour la classe d'âge des 16-20 ans et faisait référence aux cartes de rationnement imposées sous l'occupation allemande)
Cette affaire aura un retentissement énorme et le procès sera chroniqué par de grandes plumes de la presse nationale parmi lesquelles se détache la figure de Joseph Kessel ,  qui met en lumière une fracture générationnelle entre parents et grands adolescents dans le contexte plus général des lendemains pénibles de la seconde guerre mondiale.

## Distinctions

### Récompenses
- Festival de Cannes 1954 :
  - Prix international de la critique pour André Cayatte
  - Mentions spéciales pour André Cayatte et Charles Spaak
- Prix Suzanne-Bianchetti 1954 pour Marina Vlady

### Sélection
- Festival de Cannes 1954 : en sélection officielle en compétition[7]